# Holley River
Der Holley River ist ein Fluss im Südwesten des australischen Bundesstaates Tasmanien.

## Geografie

### Flusslauf
Der rund 22 Kilometer lange Holley River entspringt an den Osthängen des White Pyramid, die zwischen der Denison Range und der Prince of Wales Range liegt, und fließt nach Süden. Nach gut 20 Kilometern mündet er in den Lake Gordon und damit in den Gordon River.
In seiner gesamten Länge verläuft der Holley River durch vollkommen unbewohntes Gebiet im Zentrum des Franklin-Gordon-Wild-Rivers-Nationalparks.

### Durchflossene Stauseen
Er durchfließt folgende Seen/Stauseen:
- Lake Gordon – 296 m